# 카조니어
《카조니어》(영어: Kajillionaire 커질리어네어[*])는 미국에서 제작된 미란다 줄라이 감독의 2020년 범죄 코미디 드라마 영화이다. 에번 레이철 우드, 리처드 젱킨스, 데브라 윙어 등이 출연하였고, 디디 가드너 등이 제작에 참여하였다.
2020년 1월 25일 제36회 선댄스 영화제에서 전 세계 최초로 상영되었으며, 2020년 9월 25일 극장에 개봉되었다.

## 줄거리
정신적 성장이 멈춘 26살 올드 돌리오 다인은 부모의 좀도둑질과 사기질에 동참 중이다.
어느 날 로스앤젤레스 아파트 집세 1,500 달러가 밀리자 올드 돌리오가 자신이 따낸 항공권을 활용하는 신용 사기 계획 하나를 모색한다. 이들 다인 가족은 함께 뉴욕으로 날아가 부모님은 수하물 찾는 곳에서 수하물을 빼돌리고 올드 돌리오는 항공사에 분실 신고를 해서 여행 보험을 타내기로 한다.
부모님은 비행기 옆 좌석에 앉은 승객 멜러니와 친해져 자신들의 계획을 밝히고 수하물을 찾을 때 딸인 척 해달라고 청한다. 멜러니는 의사 보조사를 자처하지만 실은 안경점 직원이다. 다인 가족은 여행 보험 수표를 6주 후에나 수령할 수 있다는 걸 알게 되자 멜러니의 고객들을 등쳐먹기로 하고 한 고객으로부터 백지 수표를 훔쳐 650 달러를 빼낸다. 어떤 고객으로부터는 죽을 때 가족인 척 해달라는 부탁을 받기도 한다.
멜러니에게 푹 빠진 부모님은 스리섬을 제안하지만 멜러니는 기겁을 한다. 멜러니를 달래던 부모님이 "얘야"(hon)라고 부르는 걸 들은 올드 돌리오는 상처를 받고, 본인 몫의 보험금을 줄테니 자기도 그렇게 불러달라고 부탁하지만 어머니는 거절한다. 멜러니는 자신이 대신 그렇게 해주겠다면서 올드 돌리오를 데리고 나오면서 정서 욕구를 전부 만족시켜주는 "서비스"를 제공하겠다고 약속한다.
부모님은 멜러니 집으로 찾아와 26살인 올드 돌리오에게 밀린 생일 선물 중 18개를 주면서 앞으로 변하겠다고 약속한다. 하지만 멜러니와 올드 돌리오는 진의를 의심하며 부모님이 보험금을 훔칠 작정이라고 유추한다. 혹은 올드 돌리오 몫인 1/3은 남겨놓음으로써 올드 돌리오가 원하는 형태는 아니어도 나름의 사랑을 표현할 수도 있다고 예측한다.
밤 사이 부모님은 멜러니 집을 털고 보험금 전액을 들고 튄다. 부모님에게 받았던 선물을 전부 환불받자 딱 올드 돌리오 몫인 보험금 1/3인 525 달러가 나온다. 올드 돌리오와 멜러니는 입을 맞춘다.

## 출연
- 에번 레이철 우드 - 올드 돌리오 다인 역
- 리처드 젱킨스 - 로버트 다인 역
- 데브라 윙어 - 테리사 다인 역
- 지나 로드리게스 -  멜러니 휘터커 역
- 마크 이바니어 - 스토빅 맨 역
- 퍼트리샤 벨처 - 앨시아 역
- 데이바인 조이 랜돌프 - 제니 역
- 다이애나마리아 리바 - 파리다 역
- 애덤 바틀리 - 온수 욕조 판매원 역
- 스티브 박

## 기타 제작진
- 배역: 마크 베넷
- 미술: 샘 리센코
- 세트: 데빈 로크너
- 의상: 제니퍼 존슨
- 음향 감독: 비에른 올레 슈뢰데르